# Kasteel van Noordpene
Het Kasteel van Noordpene (ook: Château de la Tour) is een kasteel in de gemeente Noordpene in het Franse Noorderdepartement.

## Geschiedenis
De geschiedenis van het kasteel gaat vermoedelijk terug tot ongeveer het jaar 1000. De naam "De Toren" werd reeds in 1365 vermeld. Vermoedelijk betrof het een wachttoren op de grens tussen Vlaanderen en Artesië. In 1477 werd het door Franse troepen verwoest om in 1485 te worden herbouwd door de familie de la Tour, die eigenaar bleef tot kort na de Slag aan de Pene (1677), toe hij het bezit verkocht omdat hij geen Frans onderdaan wilde worden.
In 1736 werd het kasteel aangekocht door Joseph Duvet, een rijke burger die in 1790 burgemeester van Noordpene werd. In de 18e eeuw kreeg het kasteel zijn huidige aanzien. Het langwerpige hoofdgebouw wordt geflankeerd door twee torentjes. De voorgevel is voornamelijk 18e-eeuws, de achtergevel toont fragmenten uit diverse perioden van de bouwgeschiedenis.
Het kasteel bezit een overwelfd keldercomplex, een balkon in rococostijl en het interieur bezit een trap in renaissancestijl. De 19e-eeuwse schilder Alexis Bafcop heeft in de salons vier scenes uit het dagelijks leven geschilderd.
Het kasteel is omgracht en wordt omringd door een landgoed van 31 ha.
Op 02-02-2016 werd het kasteel en het bijbehorende park beschermd en ingeschreven als monument historique